# Heckert Solar
Die Heckert Solar GmbH ist ein deutscher Hersteller von Solarmodulen mit Sitz in Chemnitz und Langenwetzendorf.

## Geschichte
Von der Gründung im Jahr 2001 hat sich das Unternehmen bis heute auf etwa 250 Mitarbeiter vergrößert. Nach der Umwandlung der ursprünglich gegründeten GmbH in die Heckert Solar AG im Jahr 2009 wurde das Unternehmen im Jahr 2014 in die Heckert Solar GmbH überführt. Die Produktion findet in Deutschland statt, die Fertigungskapazität lag im Jahr 2019 bei 400 MWp/Jahr. Mit einem Anteil von 8,2 % war Heckert Solar im Jahr 2018 der zweitgrößte Anbieter von Solarmodulen auf dem deutschen Markt.
Im Jahr 2021 eröffnete Heckert eine zweite Produktion in Langenwetzendorf (Thüringen) mit einer jährlichen Produktionskapazität von 400 MWp und verdoppelt damit seinen Ausstoß. Die Fertigung ist hochautomatisiert mit Maschinen von Teamtechnik, 3D-Micromac und Ecoprogetti. Die Fabrik läuft im Vier-Schicht-Betrieb.

## Produkte
Neben Solarmodulen mit polykristallinen Solarzellen werden auch solche mit monokristallinen Solarzellen angeboten. Weiterhin vertreibt das Unternehmen Komponenten für den Betrieb von Photovoltaikanlagen wie Wechselrichter, Batteriespeicher und Ladestationen und greift dabei auf entsprechende Partnerfirmen zurück.